# شون برك (منظر أدبي)
شون برك (بالإنجليزية: Seán Burke)‏ (1961، كارديف في المملكة المتحدة)؛ روائي ويلزي-أيرلندي.